# Nososticta fraterna
Nososticta fraterna är en trollsländeart som först beskrevs av Maurits Anne Lieftinck 1933.  Nososticta fraterna ingår i släktet Nososticta och familjen Protoneuridae. Inga underarter finns listade i Catalogue of Life.